# Hollywood Tonight
Hollywood Tonight è una canzone del cantante statunitense Michael Jackson estratta l'11 febbraio 2011 come secondo singolo dal suo primo album in studio postumo, Michael del 2010.

## Descrizione
La canzone, scritta e composta da Jackson con il suo stretto collaboratore e tecnico del suono Brad Buxer durante le sessioni di Invincible tra il 1999 e il 2001, racconta il viaggio di una giovane donna (nel video musicale interpretata dalla ballerina e attrice Sofia Boutella) che arriva ad Hollywood dalla provincia americana per inseguire il suo sogno di diventare una star; sebbene la sua ambizione sia quella di diventare una ballerina, la sua storia rappresenta la lotta che ogni artista o musicista deve affrontare per farcela nel mondo dello spettacolo. Nella demo originale, trapelata on-line, nel testo della canzone Jackson specifica che la ragazza in questione abbia solo 15 anni, ma questa parte è stata tagliata nella versione pubblicata per evitare polemiche. La canzone rimase allo stadio di demo e incompleta dopo la morte di Michael Jackson, pertanto, quando venne scelta come uno degli inediti del suo primo album postumo, Teddy Riley, che aveva collaborato ai precedenti album del cantante, la completò scrivendone un bridge rappato che fece registrare a Taryll Jackson, nipote di Michael Jackson, dato che secondogenito di Tito Jackson.

## Il video
Il video musicale della canzone, con protagonista l'attrice e ballerina Sofia Boutella, è stato diretto da Wayne Isham, già regista del video del brano di Jackson You Are Not Alone, ed è stato girato per le strade di Hollywood, in particolare una delle location è la stessa dove il regista girò nel 1995 il precedente video di Jackson, il Pantages Theater, vicino al celebre angolo tra Hollywood Boulevard e Vine Street che ha rappresentato un faro per tutti coloro che sono stati attratti dal sogno della fama. In questo video, il Pantages Theater diventa ancora una volta l'ambientazione per la chiusura spettacolare della clip, ma questa volta i protagonisti si trovano all'esterno del teatro per una scena di danza flash mob. Nel video non è utilizzata la versione del singolo contenuta nell'album ma una versione remix, ossia Hollywood Tonight (Throwback Mix), che rimuove il bridge e ha un campionamento di Billie Jean. Nel video Jackson appare solo tramite immagini di repertorio tratte da suoi precedenti video, tra i quali: Black or White, Billie Jean, Jam, Don't Stop 'Til You Get Enough e In the Closet. Le coreografie del video state realizzate dai fratelli Anthony e Richmond Talauega, che fanno anche un cammeo come i giurati che selezionano le ballerine, e che avevano lavorato precedentemente come ballerini per Jackson a partire dal suo HIStory World Tour.

## Tracce
Download digitale
1. Hollywood Tonight – 4:30

Singolo promozionale digitale/singolo promozionale Regno Unito
1. Hollywood Tonight (Radio Edit) – 3:46

## Classifiche
| Classifica (2011)             | Posizione |
| ----------------------------- | --------- |
| Belgio (Ultratip 50 Wallonia) | 21        |
| Belgio (Ultratip 50 Flanders) | 33        |
| Germania                      | 55        |

## Date di pubblicazione
| Paese       | Data (2011) | Formati                                              |
| ----------- | ----------- | ---------------------------------------------------- |
| Italia      | 11 febbraio | Radio airplay, download digitale                     |
| Regno Unito | 11 febbraio | CD singolo (promo), Radio airplay, download digitale |
| Polonia     | 14 febbraio | Radio airplay, download digitale                     |
| Spagna      | 8 marzo     | Radio airplay, download digitale                     |
| Cina        | 10 marzo    | Radio airplay, download digitale                     |